# NISI MASA
NISI MASA — европейская сеть ассоциаций, на сегодняшний момент представленная в 27 странах. Она была создана в 2001 году, и 10 лет спустя в неё вошли уже 29 организаций из 27 стран (включая как страны ЕС, так и соседствующие — Хорватию, Македонию, Косово, Турцию, Украину и Россию). Общее количество членов Ниси Масы — около 1000 человек.
Эта некоммерческая организация поддерживается, среди прочих, такими фондами, как European Union (Youth, Civil Society & MEDIA Programmes), Совет Европы, European Cultural Foundation, Allianz Cultural Foundation, Fondation de France и French Ministry of Youth, Sports and Associative Life.
Главными задачами Ниси Масы являются открытие новых талантливых кинематографистов, развитие межкультурных аудиовизуальных проектов, подъём европейского самосознания через кино, а также создание платформы для дискуссий и взаимодействия молодых европейских кинематографистов.

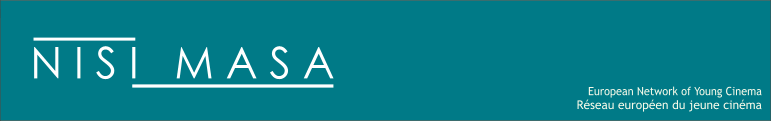
Логотип NISI MASA

НИСИ МАСА организует разнообразные проекты, в том числе Европейский конкурс сценариев короткометражных фильмов, кинематографические и сценарные мастер-классы и рабочие группы, киносеансы, и прочие связанные с кинематографом мероприятия (конференции, семинары и т. д.). Также НИСИ МАСА занимается публикациями (издаются книги, ежемесячный новостной журнал сети, а также ежедневные журналы во время проведения некоторых фестивалей — чаще всего во время Каннского кинофестиваля Cannes Film Festival).
Каждый проект организуется одной или несколькими организациями-членами НИСИ МАСЫ. Вся деятельность координируется через Европейский Офис, базирующийся в Париже, Франция.

## Как все начиналось
НИСИ МАСА была основана в 2003 году тремя друзьями-энтузиастами, которые хотели создать общеевропейскую платформу для сотрудничества между молодыми кинематографистами. 7 лет спустя НИСИ МАСА расширилась до 19 организаций в 20 станах Европы (включая как страны ЕС, так и соседствующие — Хорватию, Македонию, Косово, Турцию и Россию).
Название «NISI MASA» отсылает к фильму Восемь с половиной Федерико Феллини, в котором Марчелло Мастроянни повторяет фразу «Аса Ниси Маса». Фильм, являющийся классикой европейского кино, и словосочетание, заклинание, не относящееся ни к одному из существующих языков, отражают кинематографический межкультурный дух сети Ниси Маса.

## Основная деятельность
НИСИ МАСА — сеть молодых кинематографистов. В центре внимания сети — деятельность в аудиовизуальной сфере по всей Европе, с упором на межкультурный обмен. Встречи и мастер-классы проходят регулярно в Европе и соседних государствах, обычно при сотрудничестве с кинофестивалями.

### Script Contest
Чтобы поддержать молодых талантливых кинематографистов, НИСИ МАСА из года в год организует европейский конкурс сценариев короткометражных фильмов. Молодые люди в возрасте от 18 до 28 лет со всех стран, где представлена сеть, могут участвовать в конкурсе, написав сценарий на заданную тему. Каждый год тема меняется. Приз — оказание поддержки по постановке сценария. С 2002 года тысячи молодых сценаристов участвовали в конкурсе. Дюжина фильмов по этим сценариям уже была поставлена при поддержке Ниси Масы. Тема сценариев 2008 года — Escape (Побег). Правила участия в конкурсе и дополнительная информация — на сайте https://web.archive.org/web/20160504164458/http://nisimasa-scriptcontest.eu/.

### Кинематографические и сценарные мастер-классы и рабочие группы.
Одним из главных направлений деятельности НИСИ МАСЫ является проведение межкультурных аудиовизуальных проектов и рабочих групп для сценаристов. Во время проведения рабочих групп сценаристы со всей Европы обсуждают свои сценарии, переписывают их, и узнают, как промоутировать свои идеи на Европейском уровне. Поддерживаемые международными наставниками и мастерами, молодые европейцы занимаются мозговым штурмом, в группе или индивидуально работают с мастером, который дает им свои отзывы на сценарии. Обычно кинематографические мастер-классы опираются на исследование города, в котором проходит мероприятие, и следуют конкретной теме. В отличие от многих других мастер-классов, участники проектов НИСИ МАСЫ — молодые люди из разных стран, которые собираются, чтобы вместе поработать пусть недолго, но интенсивно.
Некоторые примеры проектов НИСИ МАСЫ:
Visions of Istanbul/Образы Стамбула:
В апреле 2007 года восемь групп молодых людей со всей Европы приехали, чтобы запечатлеть свой взгляд на Стамбул, исследовав город, находящийся на пересечении цивилизаций. Задача воркшопа — исследовать и глубже проникнуть в жизнь и традиции Турции. Фильмы были показаны на Международном кинофестивале в Стамбуле (International Istanbul Film Festival). Схожая идея уже была реализована Ниси Массой в проекте 2006 года «20 образов Парижа».
Snow Workshop/Снег:
В ноябре 2007 года ещё один проект сети состоялся в Турции, а, конкретнее, в городе Карс, на востоке страны. В своё время именно это место вдохновило нобелевского лауреата писателя Орхана Памука на написание романа «Снег», который и стал отправной точкой воркшопа. 10 выбранных молодых европейцев были приглашены в Карс снимать фильмы, прочитав перед этим Памука. Идея воркшопа была следующая: проследить, как книга Памука повлияла на восприятие города кинематографистами. Проект состоялся при партнерстве 13го Festival of European Films on Wheels.
Cinetrain/Кинопоезд:
18 молодых кинематографистов проехали по легендарной Транссибирской магистрали от Москвы до Владивостока в сентябре 2008 года и сняли фильмы. В сотрудничестве с российскими организациями Moviement и МируМир Студия, Nisi Masa осваивала метод съемки, придуманный Александром Медведкиным в 1930-е, когда команда режиссёра путешествовала в специально оборудованном вагоне и осуществляла в пути весь производственный цикл. 6 съемочных групп искали границу Европы в течение 9,302 км мифического пути. Документальные фильмы, снятые во время проведения мастер-класса, были впервые представлены публике на международном кинофестивале «Меридианы Тихого». Vladivostok International Film Festival. Организаторы — Матьё Даррас, Ханна Мироненко, Татьяна Петрик, Никита Сутырин, Александра Марченко, Гийом Проценко, Ани Дмитриева. Фильмы, созданные в рамках экспедиции, вошли в программу Каннского международного кинофестиваля.
Script&Pitch:
Организованный совместно с Scuola Holden (Турин, Италия), Script&Pitch — это сценарный курс для сценаристов и редакторов сценариев в кино и на телевидении. Он был основан в 2005 году. В 2008 году он состоялся уже в 3-й раз, и 20 участников со всей Европы (16 сценаристов и 4 редактора) прошли весь сценарный путь: от генерирования идеи и структурирования материала до питчинга готового сценария перед продюсерами и агентами по продаже сценариев.
European Short Pitch/Европейский короткий Питч:
Придуманный Ниси Масой, European Short Pitch — это продолжение сценарного мастер-класса, проводимого для финалистов европейского конкурса сценариев (European Script Contest) с 2004 года. Целью является постановка короткометражных фильмов и отслеживание их на всем цикле работ — от написания сценария, до встреч с режиссёрами, продюсерами. Проект сочетает в себе 5ти-дневный воркшоп в резиденции (в Moulin d’Andé, Нормандия) и питчинг-сессия во время важнейшего фестиваля короткометражного кино в Европе (Festival International du Court Métrage Clermont-Ferrand).

### Publications
NISIMAZINE [НИСИМАЗИНЭ] — это ежемесячное сетевое издание, фокусирующееся на тенденциях европейского кинопроизводства и новостях, имеющих отношение к молодым европейским кинематографистам в целом и членам Ниси Масы в частности.
НИСИ МАСА также издает специальные ежедневные NISIMAZINE во время некоторых кинофестивалей (в рамках киноведческих рабочих групп для молодых европейских кинокритиков).
- Каннский кинофестиваль, Канн, Франция (Май 2006/2007/2008/2009)
- Torino Film Festival, Турин, Италия (Ноябрь 2007/2008)
- DocPoint — Helsinki Documentary Film Festival, Хельсинки, Финляндия (Январь 2008)
- Alba International Film Festival, Альба, Италия (Март 2008/2009)
- Cinéma Verité — Iran Documentary Film Festival, Тегеран, Иран (Октябрь 2008)
- IDFA — International Documentary Film Festival Amsterdam, Нидерланды (Ноябрь 2008)
- Festival of European Films on Wheels, Карс, Турция (Ноябрь 2008)
- Festival do Rio, Рио-де-Жанейро, Бразилия (сентябрь 2009)
- Festival de Lima, Лима, Перу (август 2009)

Balkans Identities, Balkan Cinemas/Идентификация Балкан, Балканское кино :
Эта книга является результатом молодёжного семинара о кино, организованного в сотрудничестве с Art Group Haide в марте 2006 года в Благоевграде, Болгария. Всего было 25 участников из стран Балканского региона и других стран Европы. Семинар был посвящён социальному влиянию кино. Посредством различных рабочих групп и ролевых игр участники изучили вопрос «Каким является общее представление о кино в Балканских государствах». Текст, вошедший в книгу — результат дебатов, которые проходили в течение недели.
Human Rights & Visual Culture’ E-Book/Е-книга о визуальном искусстве и правах человека:
Это интернет-издание является результатом работы семинара «Права человека и аудиовизуальная культура» («Human Rights and Audiovisual Culture»), состоявшегося в ноябре 2006 года в Анкаре (Турция), во время 11го международного фестиваля на колесах (Festival of European Films on Wheels). Семинар был организован ассоциациями NISI MASA Turkey и НИСИ МАСА. Участвовали около 30ти человек из всей Европы.
NISI MASA регулярно издает DVD-сборники короткометражных европейских фильмов — фильмов, снятых во время проведения рабочих групп и фильмов, снятых по сценариям-победителям Script-Contest.

## Поддержка
Эта некоммерческая организация поддерживается, среди прочих, такими фондами, как European Union (Youth, Civil Society & MEDIA Programmes), Council of Europe, European Cultural Foundation, Allianz Cultural Foundation и Fondation de France.

## 29 ассоциаций, входящих в сеть Ниси Маса
- Австрия — kino5 (http://www.kino5.net Архивная копия от 2 декабря 2021 на Wayback Machine)
- Албания — First Step Association (http://www.nisimasa.com/?q=node/358 Архивная копия от 16 мая 2013 на Wayback Machine)
- Беларусь — Мастерская социального кино ( http://sockino.by/ru/ Архивная копия от 18 января 2020 на Wayback Machine)
- Болгария — Seven (bulgaria@nisimasa.com)
- Великобритания — Encounters (http://www.encounters-festival.org.uk/ Архивная копия от 30 мая 2016 на Wayback Machine)
- Венгрия — Cras tibi (http://nisimasa.blog.hu/ Архивная копия от 21 апреля 2009 на Wayback Machine)
- Германия — filmArche (http://www.filmarche.de/ Архивная копия от 14 апреля 2009 на Wayback Machine)
- Германия — Munich Film Society (http://www.muenchner-filmwerkstatt.de/ Архивная копия от 1 января 2012 на Wayback Machine)
- Италия — Franti Nisi Masa Italia (http://www.frantinisimasa.it/ Архивная копия от 27 июля 2009 на Wayback Machine)
- Испания — CINESTESIAS (https://web.archive.org/web/20170918181956/http://cinestesias.org/)
- Косово — 7arte (https://web.archive.org/web/20090310083408/http://www.7-arte.org/web/)
- Литва — Kaunas International Film Festival (http://www.kinofestivalis.lt/ Архивная копия от 1 января 2012 на Wayback Machine)
- Люксембург — Filmreakter (http://www.filmreakter.lu/ Архивная копия от 2 января 2012 на Wayback Machine)
- Македония — Nisi Masa Macedonia (http://nisimasamacedonia.blogspot.com/ Архивная копия от 8 июля 2011 на Wayback Machine)
- Нидерланды — FILMNETWERK / MECCAPANZA (https://web.archive.org/web/20080828194656/http://www.meccapanza.eu/)
- Португалия — FEST — Associação Cultural (www.fest.pt)
- Румыния — Argo Audiovisual Association (https://web.archive.org/web/20110511023022/http://www.argovisual.ro/)
- Россия — MOVIEMENT (http://cinetrain.net/ Архивная копия от 28 января 2010 на Wayback Machine)
- Словакия — Early Melons (http://www.earlymelons.com/ Архивная копия от 14 марта 2009 на Wayback Machine)
- Словения — PIFF (http://www.nisimasa.com/?q=node/321 Архивная копия от 4 марта 2016 на Wayback Machine)
- Турция — Nisi Masa Turkey (http://nisimasaturkey.blogspot.com/ Архивная копия от 8 июля 2011 на Wayback Machine)
- Украина — CinemaHall (https://web.archive.org/web/20111226201935/http://www.cinemahall.org.ua/)
- Финляндия — Euphoria Borealis (http://www.euphoriaborealis.net Архивная копия от 13 ноября 2020 на Wayback Machine)
- Франция — Nisi Masa France (https://web.archive.org/web/20100815030148/http://blog.nisimasafrance.org/)
- Чехия — Fresh Film Fest (http://www.freshfilmfest.net Архивная копия от 27 октября 2020 на Wayback Machine)
- Хорватия — Palunko (http://www.filmski-programi.hr/palunko Архивная копия от 8 января 2020 на Wayback Machine)
- Хорватия — Kino Klub Zagreb (http://www.kkz.hr Архивная копия от 6 марта 2022 на Wayback Machine)
- Швеция — Nisi Mini (http://www.nisimasa.se/ Архивная копия от 8 января 2020 на Wayback Machine)
- Эстония — NISI MASA Estonia (http://www.nisimasa.com/?q=node/320 Архивная копия от 4 марта 2016 на Wayback Machine)